# 8,8-cm-Raketenwerfer 43

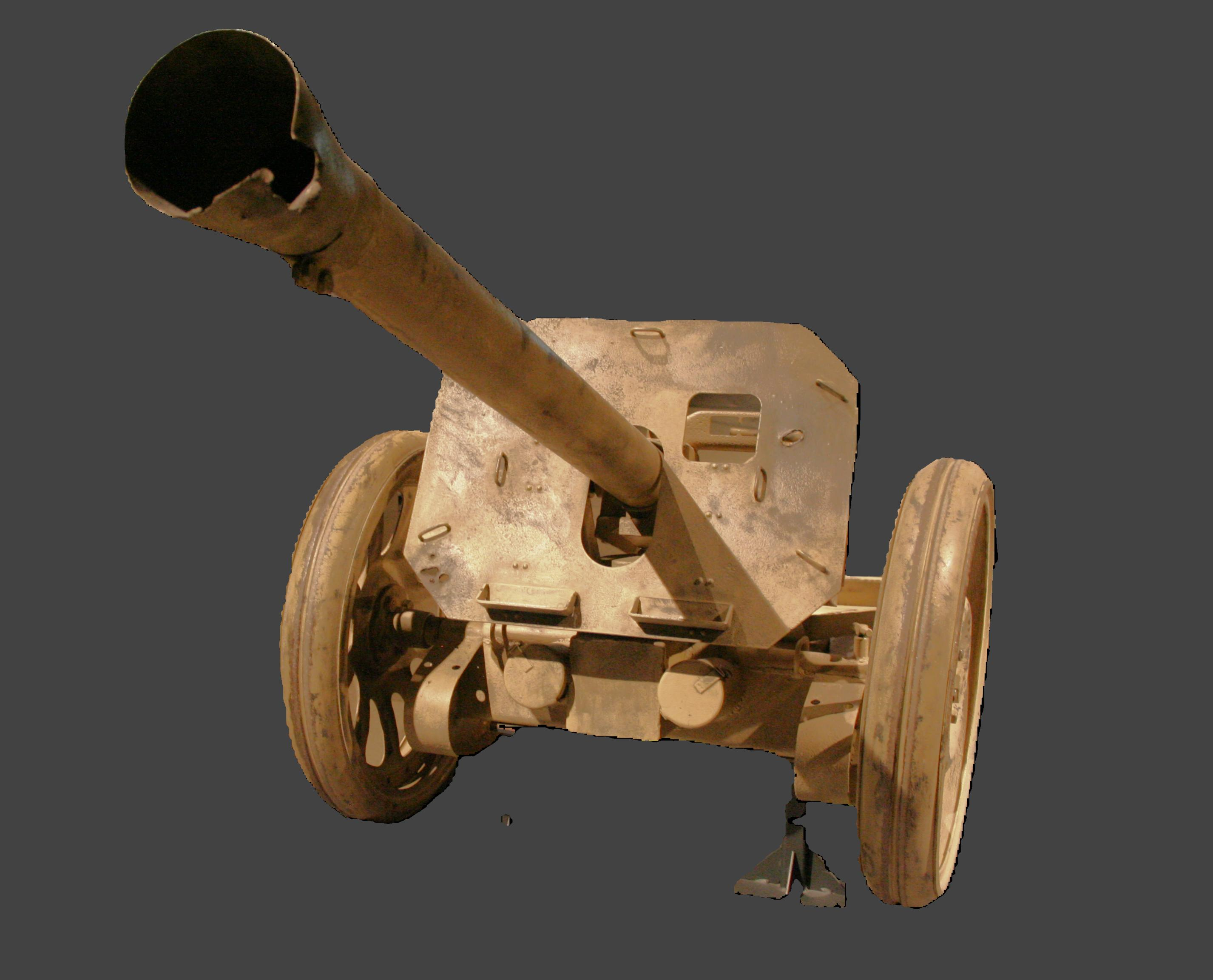
Raketenwerfer 43 im Militärhistorischen Museum Dresden 2017

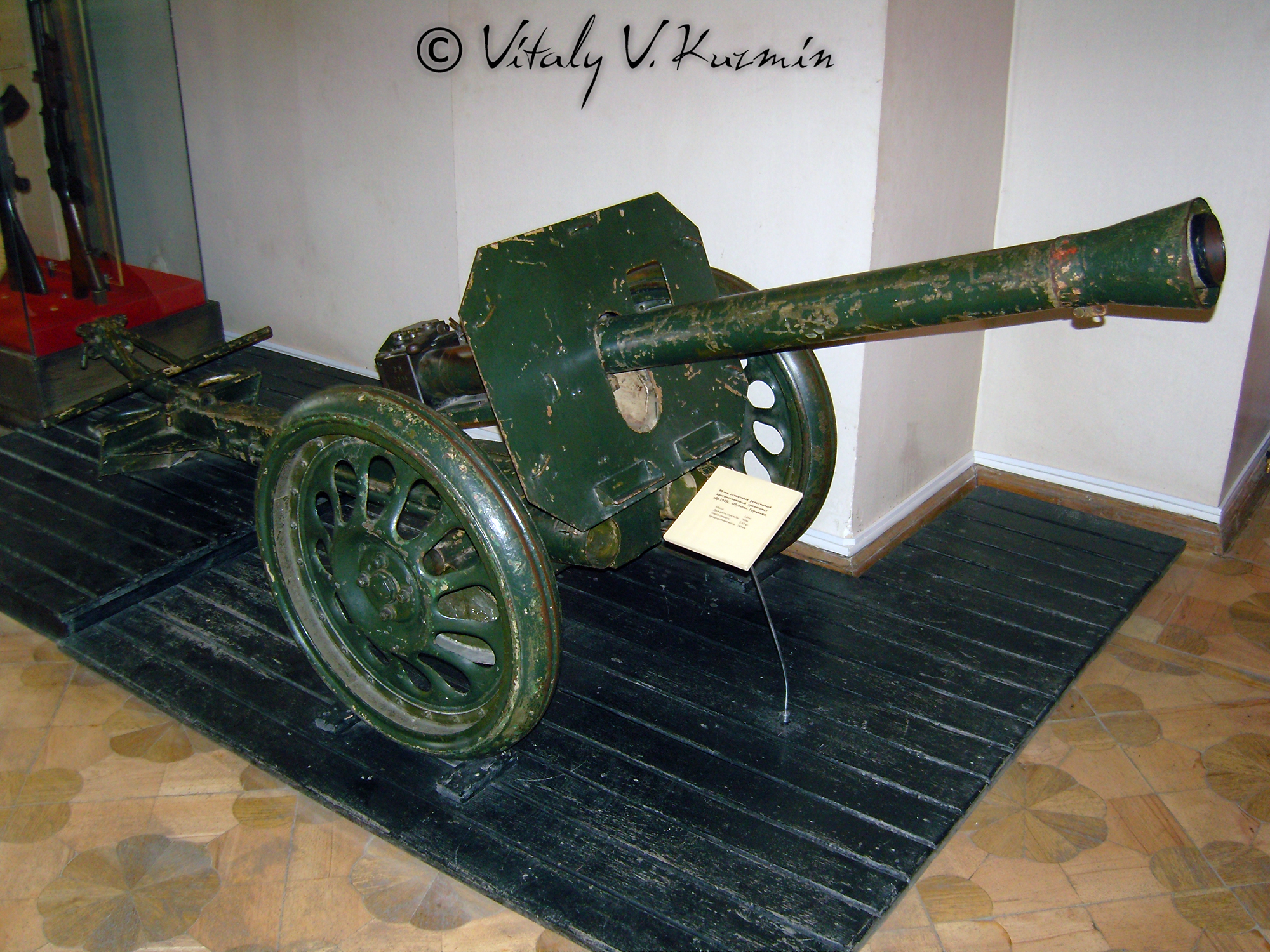
Raketenwerfer 43 im Waffenmuseum in Tula

Der 8,8-cm-Raketenwerfer 43 mit dem Suggestivnamen Puppchen war ein von der deutschen Wehrmacht im Zweiten Weltkrieg eingesetzter Raketenwerfer.

## Geschichte
Der Raketenwerfer 43 wurde durch Erich von Holt bei der WASAG entwickelt. Er war als Ersatz für die nicht mehr zeitgemäße 2,8-cm-schwere Panzerbüchse 41 gedacht. Die ersten 700 Exemplare gelangten im Oktober 1943 zur Truppe, jedoch gab es Verzögerungen bei der Munition. Eine größere Menge der Munition wurde erst im März 1944 geliefert. Die Produktion der Waffe wurde im Februar 1944 zugunsten der Raketenpanzerbüchse 54 eingestellt. Die in Produktion befindlichen Waffen wurden verschrottet. Die Munition der Raketenpanzerbüchse 54 (Panzerschreck) wurde von der vorher bestehenden Munition des Raketenwerfers 43 abgeleitet. Der Raketenwerfer 43 hatte eine etwas größere Reichweite, die Raketenpanzerbüchse 54 war deutlich leichter, einfacher zu transportieren und mit weniger Ressourcen zu produzieren. Der Raketenwerfer 43 wurde hauptsächlich im Italienfeldzug und im Deutsch-Sowjetischen Krieg verwendet. Einige Einheiten, die zur Abwehr der Operation Overlord verlegt wurden, setzten den Werfer in der Normandie ein. Die dort eingesetzten Waffen wurden oft wegen Munitionsmangel zurückgelassen.
Produktionszahlen:
|               | 1943   | 1944    |
| ------------- | ------ | ------- |
| Raketenwerfer | 2.862  | 288     |
| Munition      | 20.700 | 282.900 |

Am Ende des Krieges waren noch 1649 Raketenwerfer in der Truppe. Am 1. März 1945 gab es einen Bestand von 80.100 Schuss.

## Aufbau und Bedienung

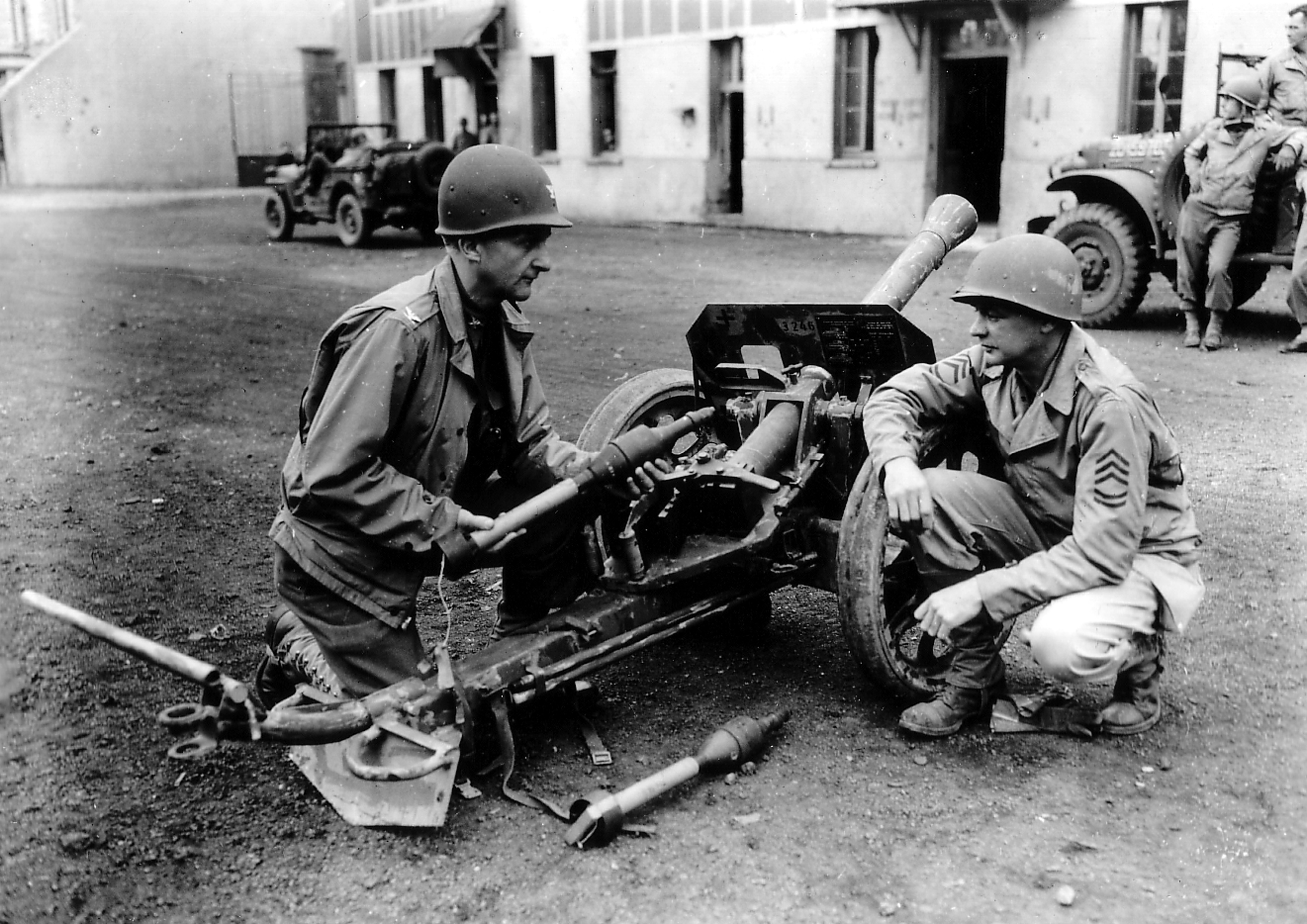
Von amerikanischen Truppen erbeuteter Raketenwerfer 43

Der Raketenwerfer hatte den Anschein eines konventionellen Geschützes, verschoss aber Raketenmunition. Die Lafette mit dem kleinen Schutzschild und einem Holm konnte auf zwei Rädern mit Vollgummireifen bewegt werden. Um die Silhouette zu verkleinern, konnten die Räder abgenommen werden; die Lafette ruhte dann auf kleinen Schlitten. Die Höhe reduzierte sich dann von 89 cm auf 49 cm. Die Lafette konnte auch auf größeren Schlitten montiert werden, um sie über Schnee bewegen zu können. Die Gesamtbreite betrug 102 cm, die Gesamtlänge 297 cm, bei einem Gesamtgewicht von 143 kg. Damit war der Raketenwerfer zu schwer, um ihn in unwegsamem Gelände mit Muskelkraft bewegen zu können. Er konnte zwar in sieben Pakete zerlegt wegen, der Abbau und Aufbau war aber zeitaufwändig. Das Glattrohr vom Kaliber 8,8 cm war 160 cm lang und hatte einen vor der Mündung montierten kegelförmigen Feuerstrahldeflektor.
Gezielt wurde über einfache offene Visierung mit verstellbarer Kimme für Entfernungen von 180 bis 700 Meter. Das Rohr wurde über zwei Handgriffe, die sich hinter dem Verschluss befanden, auf das Ziel ausgerichtet. Der Richtbereich betrug 28° zu beiden Seiten, 23° nach oben und 14° nach unten.
Durch das Öffnen des Verschlusses wurde der Abzug gespannt. Wenn die Munition eingelegt war, konnte durch das Drücken des rechten Handgriffes der Schuss ausgelöst werden. Am Verschluss befand sich eine manuelle Sicherung, mit der die Waffe gegen ungewollte Schussauslösung gesichert werden konnte. Eine zweite Sicherung verhinderte die Schussauslösung, solange der Verschluss nicht vollständig verschlossen war. Bei der Schussauslösung schlug das Schlagstück der Waffe auf das Anzündhütchen der Munition und initiierte so den Raketentreibsatz.
Da die Munition aus einem nach hinten geschlossenen Rohr abgefeuert wurde, erzeugte die Waffe einen Rückstoß, der von der Lafette aufgefangen und über einen Erdsporn in den Boden geleitet wurde.
Die Kadenz war 10 Schuss pro Minute. Die Lebensdauer des Rohres betrug 1.000 Schuss. Die effektive Reichweite gegen bewegliche Ziele war 250 m. Bei dieser Entfernung lagen 50 % der Treffer in einem Quadrat mit der Kantenlänge von 1 m. Die maximale Reichweite gegen stationäre Ziele betrug bis zu 500 m. Zwar hatte der Raketenwerfer wenig Rückstoß, er erzeugte aber ein starkes Mündungsfeuer sowie eine Rauchwolke, was seine Position verraten konnte. Die Mündungsgeschwindigkeit betrug 110 m/s, die Durchschlagsleistung war 160 mm.
Die Munition hatte eine etwas überstehende Bodenscheibe, um die Munition in der Kammer des Raketenwerfers sicher unterbringen zu können. Nach dem Abfeuern verblieb die Bodenscheibe mit dem Anzünder in der Kammer und musste vor dem Einlegen der nächsten Rakete herausgenommen werden.

## Munition

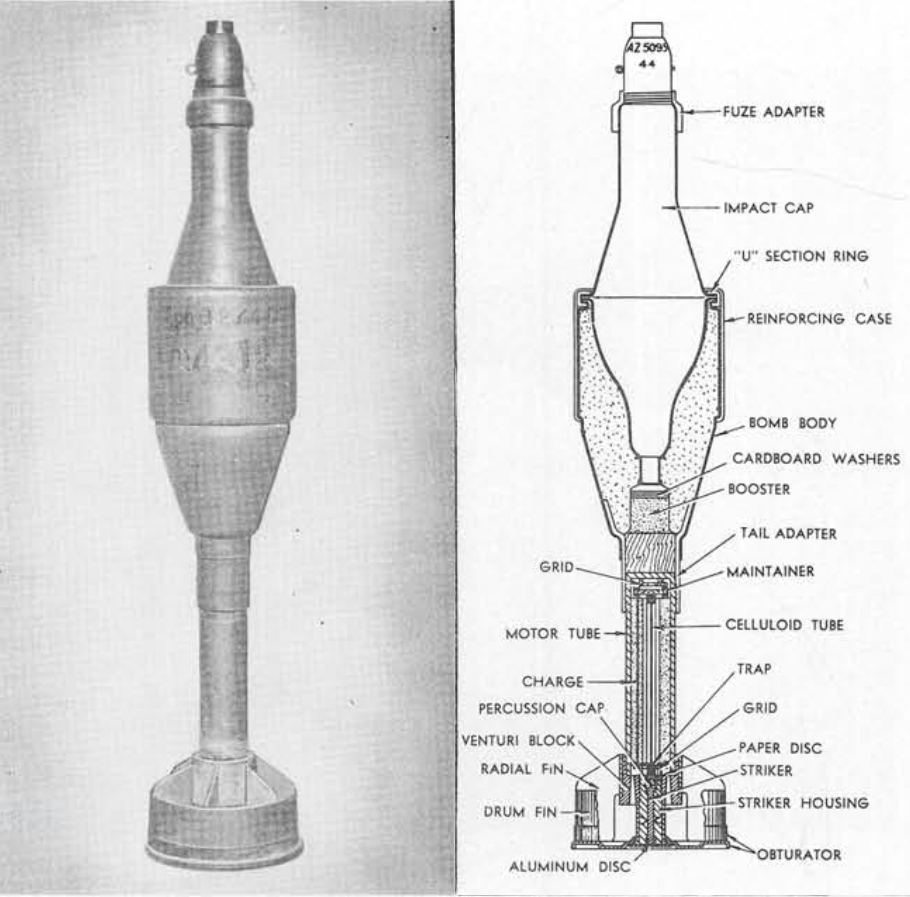
Raketenpanzerbüchsengranate (RPzBGr) 4312

Die als Raketenpanzerbüchsengranate (RPzBGr) 4312 bezeichnete Munition wurde durch den Anzünder Nr. 26, der auch für andere Munitionssorten verwendet wurde, über ein Anzündhütchen abgefeuert. Für die Beschleunigung sorgte die Treibladung aus 0,05 kg zweibasigem Nitro-Cellulose-Pulver in Form einer homogenen Stange mit 14 Perforationen. Der Aufschlagzünder AZ 5059 entsicherte sich mit Verzögerung (Vorrohrsicherung) durch die starken Beschleunigungskräfte beim Start. Beim Aufschlag arbeitete der Zünder nach dem „Spit back“-Prinzip. Der Kopfzünder zündete einen kleinen Detonator, dessen Feuerstrahl sich im leeren Raum der Hohlladung ausbreitete und so die Verstärkerladung („kleine Zündladung 34“) auf der gegenüberliegenden Seite des Sprengkopfs erreichte. Diese zündete den als Hohlladung ausgeformten Sprengstoff aus 0,66 kg Cyclotol. Das Gesamtgewicht betrug 2,6 kg bei einer Gesamtlänge von 50 cm.
Der Sprengkopf der RPzBGr 4312 des Raketenwerfers 43 und der RPzBGr 4322 des Panzerschrecks sind identisch. Der große Unterschied ist die Art der Anzündung. Beim Raketenwerfer 43 erfolgte das durch einen Schlag auf das Anzündhütchen, beim Panzerschreck hingegen elektrisch. Auch war der Leitwerksträger der Raketenpanzerbüchsengranate 4322 länger.

## Museale Rezeption

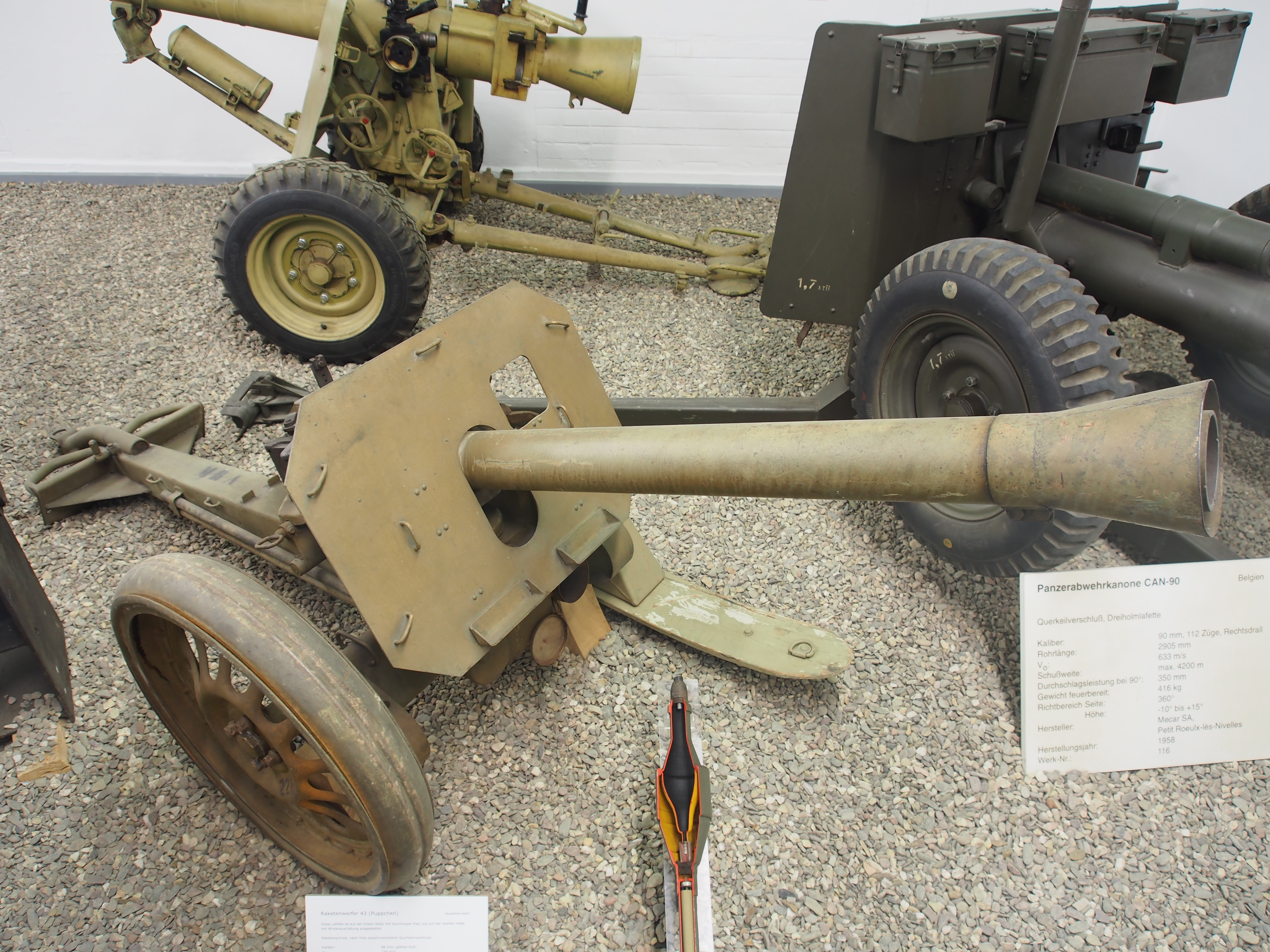
Raketenwerfer 43 in der Wehrtechnischen Studiensammlung Koblenz

Ausstellungsstücke befinden sich im Waffenmuseum Tula (Russland) und in der Wehrtechnischen Studiensammlung Koblenz.